# همدردی با شیطان (فیلم ۲۰۱۹)
همدردی با شیطان (به فرانسوی: Sympathie pour le diable) یک فیلم جنگی و درام محصول سال ۲۰۱۹ به کارگردانی گیوم دو فونتنی که در سال ۲۰۱۹ منتشر شد. این فیلم بر اساس کتابی به همین نام توسط خبرنگار جنگی فرانسوی پل مارچند (با بازی نیلس اشنایدر در نقش مارچند) که جنگ بوسنی در دهه ۱۹۹۰ را پوشش می‌دهد ساخته شده‌است.
این فیلم که محصول مشترک شرکت‌هایی از کانادا، فرانسه و بلژیک است در جشنواره فیلم سینمانیا در ۱۱ نوامبر ۲۰۱۹ به نمایش درآمد که پیش از نمایش تجاری آن در ۲۹ نوامبر ۲۰۱۹ بود.